# Urban Strike
Urban Strike ist ein Shoot ’em up von Electronic Arts. Es wurde 1994 für das Mega Drive veröffentlicht und später für Super Nintendo, Game Gear und den Game Boy portiert. Es ist der dritte Titel der Strike-Reihe, nach Desert Strike: Return to the Gulf und Jungle Strike.

## Handlung
Urban Strike spielt im Jahr 2001 (Mega Drive) bzw. 2006 (SNES/Game Gear/Game Boy). Der Medienmogul und gescheiterte Präsidentschaftskandidat H. R. Malone sorgt mit einer aggressiven öffentlichen Kampagne, in der er die Kriminalität und Korruption in Amerika anprangert, für gesellschaftliche Spannungen. Dank seines Charismas konnte er mit dieser Botschaft viele Anhänger gewinnen.
Agent Ego, Spion der fiktiven Geheimorganisation Strike C.O.R.E. und Copilot des Spielers im Vorgänger Jungle Strike, gelang es zwischenzeitlich, Malones Organisation zu infiltrieren. In einer Meldung an seine Vorgesetzten berichtet er von den Plänen zum Bau einer Superwaffe, mit der die US-Regierung destabilisiert werden soll. Wichtige Komponenten dafür sollen in Hawaii gesammelt werden. Da Egos Tarnung jedoch aufgeflogen ist, fällt er einem von Malone angeordneten Anschlag durch eine Autobombe zum Opfer.
Die erste Mission führt nach Hawaii, wo den Spieler den Diebstahl riesiger Spiegel durch Malones Männer unterbindet und einen plastischen Chirurgen vor Auftragsmördern rettet. Der Chirurg berichtet von einer viele Jahre zurückliegenden Behandlung eines schrecklich deformierten Mannes in Washington DC, der sich später als Malone entpuppte. Erst kürzlich fand er heraus, dass sein damaliger Patient Carlos Ortega, einer der beiden für tot gehaltenen Gegenspieler aus Jungle Strike, war. Ortega ordnete daher seine Beseitigung an.
Nach weiteren Einsätzen in Mexiko und San Francisco gelingt es Malone dennoch, seine Superwaffe fertigzustellen und auf New York City abzufeuern und damit riesige Zerstörungen und Chaos zu verursachen. Der Spieler wird mit der Eindämmung des Schadens und der Rettung von Zivilisten beauftragt. Als Malone seine Waffe zwei weitere Male abfeuert, kann Strike C.O.R.E. die Abschussbasis nahe Las Vegas lokalisieren. Der Spieler infiltriert die Anlage und versucht Malone festzunehmen. Mit einer Sprengstoffweste versucht er den Spieler zu töten, wird jedoch in seine eigene Superwaffe gestoßen, die dadurch zusammen mit dem Terroristen detoniert und zerstört wird.

## Spielprinzip
| Rolle                        | Darsteller          |
| ---------------------------- | ------------------- |
| H. R. Malone / Carlos Ortega | Jamie Poolos        |
| Special Agent Ego            | Antonio Barnes      |
| The Commander                | Mark West           |
| Bravo                        | Wilfredo J. Aguilar |
| Legal                        | Jill Fishbein       |
| Long‑Haul                    | Mark Douglas        |
| Stinger                      | Asuko Matsumoto     |
| Freeperson                   | Sam Freeman         |
| Cossack                      | Peter Dimaria       |
| Newguy                       | Eric Newhouse       |
| Outback                      | James Flaharty      |
| Generic Copilot              | David Neubecker     |
| The High‑5 Pilot             | David Sze           |

Urban Strike ist ein Shoot ’em up, in dem der Spieler einen Helikopter steuert und das actionorientierte Spielweise mit Strategie verbindet. Es behält die Kernmechaniken der Vorgänger bei und erweitert sie um neue Einsatzvehikel und Szenarien. Die Einsatzorte liegen über den nordamerikanischen Kontinent verstreut, beginnend in Hawaii über Mexiko, San Francisco, New York bis schließlich nach Las Vegas.
Das Spielgeschehen wird in einer isometrischen Überblicksperspektive dargestellt. Der hauptsächlich verwendete Kampfhelikopter wird als Mohican bezeichnet und ist auf Geschwindigkeit und Kämpfe ausgelegt. Der Blackhawke ist größer und schwerer und für größere Evakuierungsmissionen konzipiert. Er kann in den ersten beiden Leveln geflogen werden. Das experimentelle Ground Assault Vehicle (GAV) kann im dritten Spiellevel gefunden und genutzt werden. Eine neue Spielfunktion im Vergleich zu den Vorgängern sind die Bodeneinsätze zu Fuß. An einigen Stellen ist es erforderlich, dass der Spieler den Helikopter verlässt und mit einem Gewehr und einem Raketenwerfer bewaffnet Gebäude betritt.
Jeder Level besteht aus mehreren Missionen, hauptsächlich die Zerstörung von feindlichen Einheiten und Gebäuden, das Retten von Geiseln und Gefangenen oder die Festnahme feindlicher Einheiten. Der Mohican ist mit einem Maschinengewehr, Hydra- und Hellfire-Raketen bewaffnet. Je stärker die Waffe, desto weniger Munition führt der Helikopter mit sich, sodass der Spieler den richtigen Einsatz der Waffensysteme genau abwägen muss.
Der Helikopter hat weiterhin nur begrenzt Treibstoff und Panzerung. Letztere reduziert sich beispielsweise durch feindlichen Beschuss, der Spieler muss Gegnern ausweichen, um Schaden zu vermeiden. Sind die Panzerung oder der Treibstoff verbraucht, gilt der Helikopter als zerstört und der Spieler verliert ein Leben. Im Level verteilte Power-ups können Treibstoff, Waffenvorräte und Panzerung wiederherstellen. An einigen Stellen können Personen aufgenommen werden, die anschließend zu einer Landezone gebracht werden müssen. Am Ende jedes Levels erhält der Spieler für die Erfüllung der vorgesehenen Einsatzziele eine Punktzahl, über die Gesamtpunktzahl kann der Erfolg der Spieler gemessen und verglichen werden.

## Rezeption
Das Spiel erhielt in der Mega-Drive-Fassung gute Bewertungen, wobei die geringen Neuerungen im Vergleich zu den Vorgängern bemängelt wurden.

„Im Vergleich zu Desert- oder Jungle Strike, die für damalige Verhältnisse mit innovativen Spielelementen aufwarten konnten, zieht Urban Strike eindeutig den kürzeren. Sicher, die Grafik wurde etwas aufgemotzt und einige neue Vehikel wurden eingebaut, aber letztendlich blieb das Spielprinzip beim alten. Deshalb fällt die Fun-Wertung auch etwas niedriger aus als beim Vorgänger, denn auch an Electronic Arts-Titeln nagt der Zahn der Zeit.“

Die SNES-Version fiel besonders wegen technischer Probleme negativ auf.

„Wie aus ‚super‘ auf dem Mega Drive ein ‚geht so‘ für das Super Nintendo wird? Ganz einfach: Die Spielbarkeit hat bei der Umsetzung stark gelitten. Die Grafik ruckelt erbärmlich, sobald auch nur ein Feind ins Bild kommt, und Eure Beweglichkeit wird durch die Anwesenheit anderer animierter Objekte stark eingeschränkt. […] Vielleicht  hätte EA die Umsetzung nicht gerade an THQ abgeben sollen. Nach Profi-Arbeit sieht das Chopper-Machwerk mit seinem Ruckeln, den massiven Grafikfehlern und anderen Bugs jedenfalls nicht gerade aus.“